# 裘进浩
裘进浩，南京航空航天大学教授。主要从事智能材料与结构等方面的研究工作。入选中华人民共和国教育部第七批"长江学者"特聘教授，中国全国优秀科技工作者。曾就读于日本东北大学。